# アルバータ山
アルバータ山 (アルバータさん、Mount Alberta) はカナダのジャスパー国立公園内、アサバスカ川渓谷上流部に位置する山である。ジョン・ノーマン・コリーがルイーズ・キャロライン・アルバータから名前をとって命名した。
アルバータ山はカナディアン・ロッキーで第6位の高峰である。ジャスパーの街から80 km (50マイル) 南東に位置する。

## 歴史
1901年、ドイツの探検家ジーン・ハベルがFortress Lake経由でアルバータ山の基部に到達した。彼が山頂を写した写真は、登山家たちの間に、アルバータ山に対する強い関心を引き起こした。
初登頂は1925年7月21日に日本山岳会のメンバーたちによって成された。
そのメンバーとは、橋本静一、早川種三、槇有恒、三田幸夫、波多野正信、岡部長量の面々である。ハンス・フーレル、H. コーレル、そしてJ. Weberの3人がこの登山隊の案内役を務めた。オーバーハングや連続する垂直な岩棚といった困難を乗り越えた末、登山隊は山頂に到着し、登頂記念として細川護立侯爵から授かったピッケルを突き刺した。そのピッケルは彼らの登頂の証として山頂に残された。後に続いた登山隊は、このピッケルの各部分をニューヨークのアメリカ山岳会に持ち帰り、その後日本へ帰した。
第二登は、1948年にFred AyersとJohn Oberlinの二人のアメリカ人によって成された。1958年には、カナダの登山隊による初登頂がNeil Brown、ハンス・モーサー、Leo Grillmair、Heinz Kahl、Sarka Spinkovaによって成し遂げられた。

## 登山ルート
アルバータ山にはいくつかの一般的なクライミングルートがある;
- 日本ルート (標準ルート) V 5.6
- 北壁 VI 5.9 A3
- 北東稜 V 5.10